# Zillertaler Siefen
Der Zillertaler Siefen (auch Wolfertshammer Siefen) ist ein kleiner Siefen im nördlichen Stadtgebiet von Remscheid.

## Beschreibung
Der Siefen ist ein orografisch linker Zufluss des Saalbaches und ist nach dem Wupperverband 252 Meter, nach der Unteren Wasserbehörde der Stadt Wuppertal 230 Meter lang. Die nur zeitweilig schüttende Sickerquelle liegt, stark beschattet durch einen Buchenwald, unterhalb eines Wanderwegs, östlich der Gemarkung Am Wolfertshammer. Auf seiner Fließstrecke ist der Siefen rechtsseitig von Buchen begleitet. Linksseitig wird der Siefen von einer Fichtenparzelle, in der vereinzelt Buchen  und Stieleichen stehen, begleitet. Die Mündung des Zillertaler Siefens erfolgt in einem Mischwald aus Buchen und Eichen nahe dem Wohnplatz Zillertal mit dem Haus Zillertal. Auf seinem Lauf unterquert er einen Wanderweg verdolt.

## Naturschutz
Der Zillertaler Siefen liegt im Naturschutzgebiet Gelpe-Saalbach.